# Granada de fusil M17
La M17 (conocida también como granada T2) era una granada de fusil que fue empleada por Estados Unidos durante la Segunda Guerra Mundial.

## Descripción
"GRANADA, FUSIL, FRAGMENTACIÓN, IMPACTO, Ml7—

Esta granada consiste en una cola con aletas estabilizadores y una espoleta de impacto similar a la empleada en la granada, antitanque, M9A1. La ojiva consiste en una carcasa de granada de mano Mk. IIA1 atornillada en el adaptador de espoleta de la cola. La granada M17 es empleada de la misma forma que el adaptador, lanzador de granadas, M1. Sin embargo, ofrece una unidad lista para lanzar sin ensamblaje previo en campaña como precisa el adaptador M1."

DEPARTAMENTO DE GUERRA, MANUAL DE CAMPAÑA DE INFANTERÍA § MANUAL TÉCNICO DE ARMAS Y MUNICIONES, REGIMIENTO DE INFANTERÍA, PARACAÍDAS, junio de 1944, página 43

## Lanzamiento
Una vez que la ojiva es atornillada al conjunto de cola, la M17 es insertada en una bocacha lanzagranadas de espiga, como el lanzagranadas M7. Se carga un cartucho de fogueo especial en el fusil, que al dispararlo lanzará la granada mediante la fuerza de los gases del disparo. La M17 no detonará si impacta en arena, agua o lodo; solamente un suelo sólido hará que detone.

## Historia
La M17 entró en servicio en 1943. Fue la principal granada de fusil antipersona empleada por Estados Unidos a mediados de la Segunda Guerra Mundial.
A mediados de 1944, la M17 fue básicamente reemplazada por el adaptador de granada M1, que permitía transformar una granada de mano estándar en una granada de fusil.